# Apollophanes indistinctus
Apollophanes indistinctus là một loài nhện trong họ Philodromidae.
Loài này thuộc chi Apollophanes. Apollophanes indistinctus được Willis J. Gertsch miêu tả năm 1933.